# Dr. Stefan Frank - Der Arzt, dem die Frauen vertrauen (serie televisiva)
Dr. Stefan Frank - Der Arzt, dem die Frauen vertrauen è una serie televisiva tedesca prodotta dal 1995 al 2001;  dalla Phoenix Film e basata sull' omonima serie letteraria, creata da Gerhard B. Wenzel e pubblicata a partire dal 1971 dalla Bastei Verlag (inizialmente con il titolo Dr. Stefan Frank - Der Arzt, den alle Frauen fragen (ovvero "Dott. Stefan Frank - Il medico a cui tutte le donne fanno delle domande"). Protagonista della serie è l'attore Sigmar Solbach; nel cast figurano inoltre, tra gli altri, Hartmut Becker, Dorothee Reize e Oliver Broumis.
La serie si compone di 6 stagioni, per un totale di 104 episodi".
La serie è stata trasmessa dall'emittente RTL Television.  L'episodio pilota, intitolato Ein Ende kann ein neuer Anfang sein ("Una fine può essere un nuovo inizio") andò in onda il 2 marzo 1995; l'ultimo episodio fu invece trasmesso il 5 settembre 2001.

## Descrizione
Protagonista della serie è il Dottor Stefan Frank, un ginecologo che, dopo la  morte della moglie, decide di cambiare città, trasferendosi da Berlino a Monaco di Baviera, dove inizia a lavorare presso la clinica di un suo amico, Ulrich Waldner, rilevando lo studio del padre.
Lì si innamora della Dottoressa Susanne Berger, una veterinaria.

## Episodi
| Stagione         | Episodi | Prima TV Germania | Prima TV Italia |
| ---------------- | ------- | ----------------- | --------------- |
| Prima stagione   | 17      | 1995              |                 |
| Seconda stagione | 16      | 1996              |                 |
| Terza stagione   | 16      | 1997-1998         |                 |
| Quarta stagione  | 13      | 1999              |                 |
| Quinta stagione  | 29      | 1999-2000         |                 |
| Sesta stagione   | 13      | 2001              |                 |